# Sigara penniensis
Sigara penniensis är en insektsart som först beskrevs av Hungerford 1928.  Sigara penniensis ingår i släktet Sigara och familjen buksimmare. Inga underarter finns listade i Catalogue of Life.